# Evile
Evile ist eine britische Thrash-Metal-Band, die 2004 in Huddersfield, England gegründet wurde.

## Geschichte
Ursprünglich als Cover-Band von den Schulfreunden Matt Drake und Ben Carter gegründet, baten sie kurz darauf Matts Bruder Ol, die Position an der Leadgitarre zu besetzen. Nach einer kurzen Suche nach einem Bassisten wurden sie von Mike Alexander angerufen, und die Besetzung war komplett.
Nachdem die Band zwei selbst veröffentlichte EPs All Hallows Eve und Hell aufgenommen, eine kleine Tour 2006 in Europa absolviert und im Vorprogramm von Exodus gespielt hatte, wurden Evile von Earache Records unter Vertrag genommen. Sie nahmen ihr Debütalbum Enter the Grave im Sweet Silence Studio in Kopenhagen mit dem Produzenten Flemming Rasmussen (Metallica, Morbid Angel, Blind Guardian) auf.
2008 spielten sie als Vorband der Gruppe Megadeth auf deren United Abominations Tour of Duty 2008 in Europa. Im September 2009 erschien ihr zweites Album Infected Nations.
Ab 2. Oktober 2009 begleiteten Evile die schwedische Band Amon Amarth als Support auf deren Herbsttournee. Nach wenigen Auftritten erkrankte Bassist Mike Alexander und wurde ins Krankenhaus von Luleå gebracht, wo er am 5. Oktober 2009 im Alter von 32 Jahren an einer Lungenembolie starb. Die verbliebenen Mitglieder brachen die Tournee daraufhin ab.
Am 16. Dezember 2009 wurde offiziell bekannt gegeben, dass mit Joel Graham (Rise to Addiction) ein neuer Bassist gefunden wurde. Eine Tour mit Warbringer und The Fading folgte im Frühjahr 2010. Außerdem spielten sie auf verschiedenen europäischen Festivals wie z. B. Wacken Open Air, Bloodstock Open Air und Hellfest.
Aktuell arbeiten sie an neuen Songs für ein zukünftiges Album.
Im Sommer 2013 gab Gitarrist Ol Drake seinen Ausstieg bekannt. Er wolle sich nun mehr seinem Privatleben widmen und eine Familie gründen.
Im Sommer 2018 wurde auf der offiziellen Facebook-Seite der Band bekannt gegeben, dass Ol Drake nun wieder als Leadgitarrist mitwirken wird.

## Diskografie
Studioalben
- 2007: Enter the Grave (Earache Records)
- 2009: Infected Nations (Earache Records)
- 2011: Five Serpent’s Teeth
- 2013: Skull
- 2021: Hell Unleashed
- 2023: The Unknown

EPs
- 2004: All Hallows Eve
- 2006: Hell